# Linaria hepatica
Linaria hepatica är en grobladsväxtart som beskrevs av Aleksandr Andrejevitj Bunge och Carl Friedrich von Ledebour. Linaria hepatica ingår i släktet sporrar, och familjen grobladsväxter. Inga underarter finns listade i Catalogue of Life.